# Katherine Marshall
Pour les articles homonymes, voir Marshall.
Katherine Marshall (1870–1947) née Emily Katherine Jacques et surnommée Kitty est une suffragette britannique connue pour son implication dans la Women's Social and Political Union. Elle apprend le Ju-jitsu et joue régulièrement le rôle de garde du corps des dirigeantes de la WSPU.

## Biographie
Emily Katherine Jacques est la fille du pasteur anglican Kinton Jacques. Elle né en 1870 à Westhoughton (dans le comté de Lancashire à cette date).
Elle épouse en premières noces Hugh Finch, médecin et fils d'un pasteur anglican. Celui-ci contracte et transmet à sa femme une maladie vénérienne en 1899 à la suite de quoi elle obtient le divorce en 1901. Elle épouse en 1904 Arthur Marshall, un avocat.

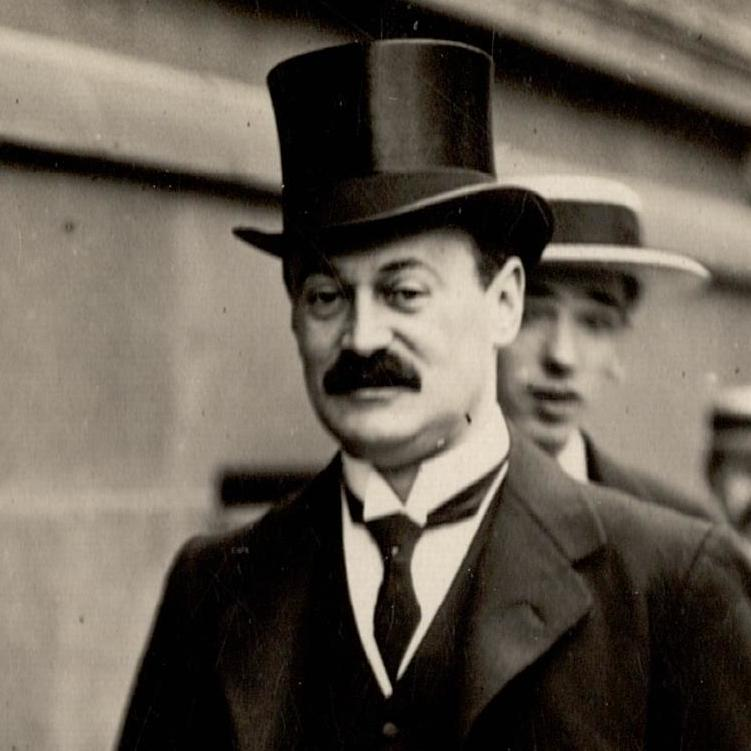
Arthur Marshall quittant le tribunal d'instance de Bow Street.

Elle rejoint la Women's Social and Political Union fondée par Emmeline Pankhurst en 1903. Les Marshall créent le Pankhurst Testimonial Fund, fonds d'investissement destiné à acquérir la maison d'Emmeline Pankhurst à Londres, bien celle-ci n'y ait vécu que peu de temps avant de partir pour les États-Unis. Ils sont également à l'initiative de l'inauguration en 1930 d'une statue des fondatrices du mouvement le « Emmeline and Christabel Pankhurst Memorial » (dont ils recevront une miniature en remerciement).
Lors du décès d'Emmeline Pankhurst le 14 juin 1928, Kitty fait partie des porteurs du cercueil, avec également Georgina Brackenbury, Marie Brackenbury, Marion Wallace Dunlop, Harriet Kerr, Marie Naylor, Ada Wright et Barbara Wylie.
Kitty Marshall meurt en 1947 à Halstead (Sussex). Son service funéraire, auquel assiste Christabel Pankhurst, se déroule dans l'église de Sible Hedingham.
Son mari, Arthur Marshall, meurt en 1954.

### La Women's Social and Political Union

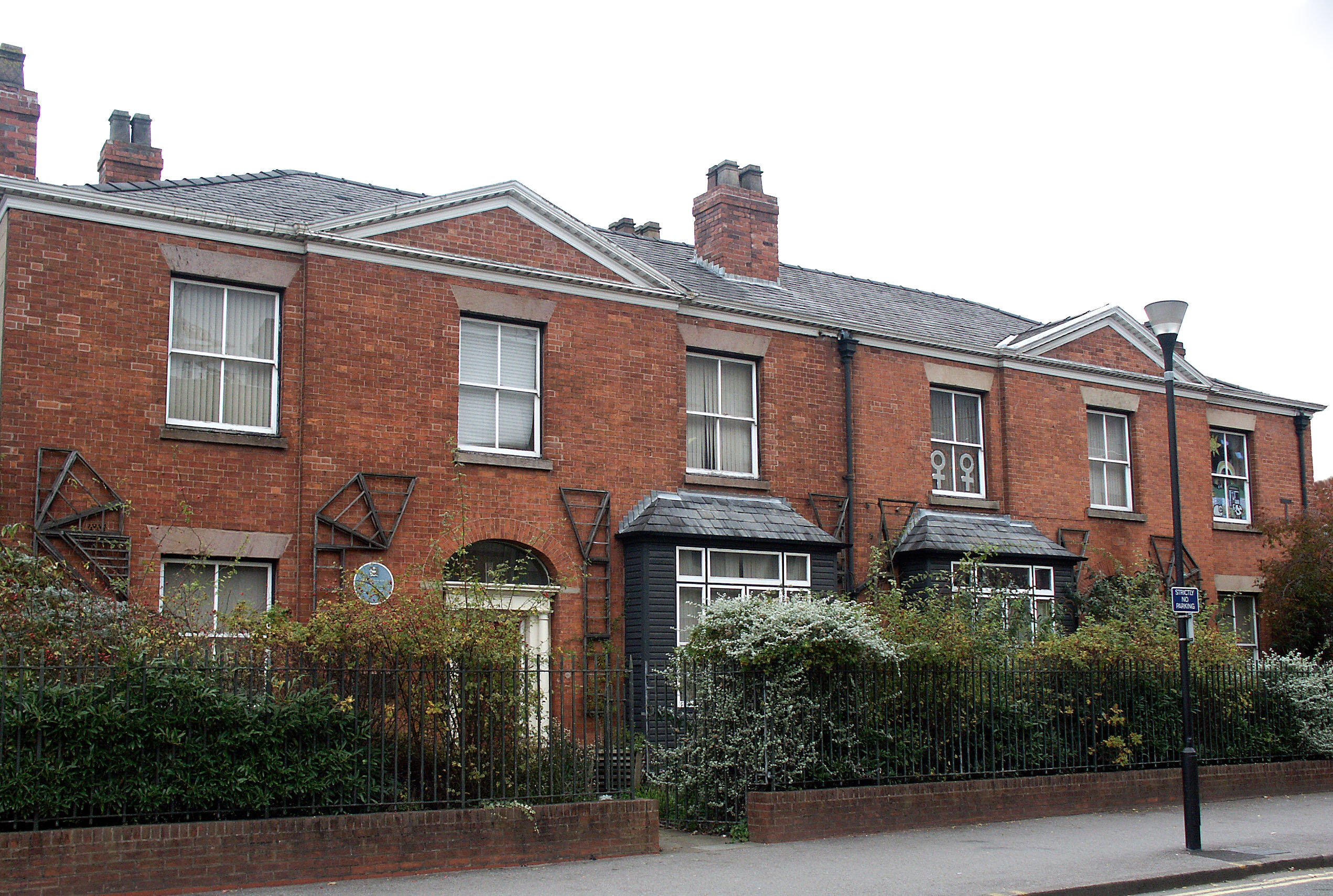
62 Nelson Street, maison où la WSPU fut créée, à Manchester.

La Women's Social and Political Union est fondée le 10 octobre 1903 à Manchester par Emmeline Pankhurst et ses filles Christabel Pankhurst et Sylvia Pankhurst ; elles sont les leaders de ce mouvement. Les membres de la WSPU sont les premières à être connues sous le nom de « suffragettes ». Elles s'opposent aux organisations suffragistes, qu'elles estiment trop modérées. En 1905, Christabel Pankhurst crache sur un policier, ce qui entraîne plusieurs arrestations arbitraires visant la famille Pankhurst.
En 1906, la WSPU installe son siège à Londres, avec l'ambition de peser au niveau national. Le mouvement se développe, notamment grâce au réseau du couple fortuné formé par Emmeline et Frederick Pethick-Lawrence. Il voit dès lors affluer des dons et des adhésions dans tout le Royaume-Uni.

## Activité militante
Dès 1910, Kitty Marshall prend part au mouvement des suffragettes. Elle livre le journal Votes for Women au 10 Downing Street.
Le 23 décembre 1910, les suffragettes organisent une célébration au Criterion Restaurant. Elles invitent 15 prisonnières récemment libérées et environ 300 personnes activistes ou sympathisantes du mouvement. Mme Pankhurst y proclame un discours de motivation, les appelant à être « prêtes à affronter toutes sortes de souffrances pour conquérir cette liberté, pour elles-mêmes et leurs filles ». Kitty Marshall prépare un panier garni, quelques souvenirs de cette rencontre et une carte de Noël pour les militantes qui sont à la prison de Holloway.

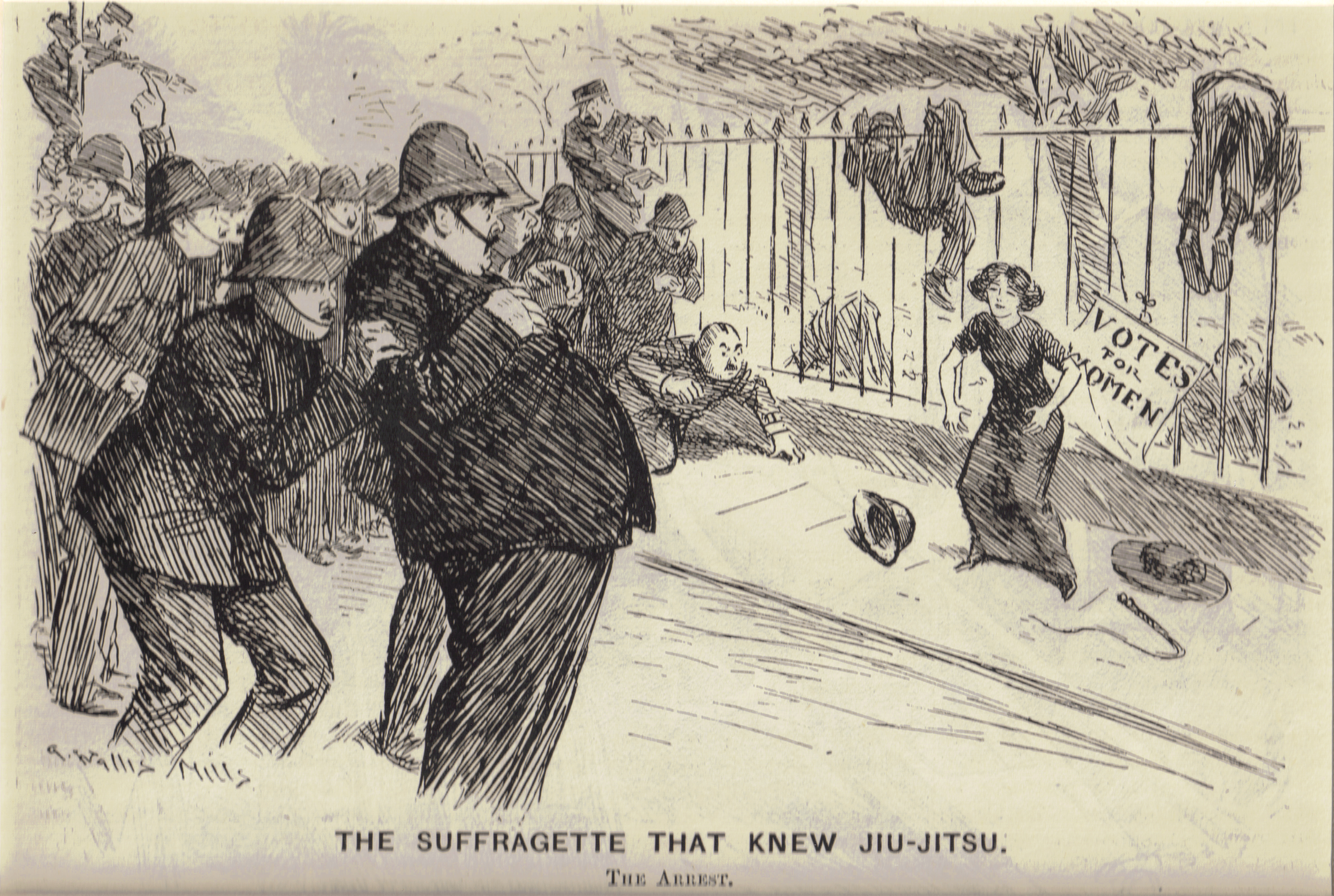
Edith Garrud caricaturée en suffragette défaisant les policiers grâce au ju-jitsu.

Edith Garrud forme les suffragettes au ju-jitsu. Kitty Marshall apprend ce sport de défense, ainsi que l'art du déguisement. Elle met ses talents au service des suffragettes en libération provisoire dans le cadre du Cat and Mouse Act. Elle racontera ces aventures dans ses mémoires, un livre nommé Suffragette Escapes and Adventures. Elle reçoit une médaille pour ces services. Les journalistes créent les mots-valise "jiujitsuffragettes" et "suffrajitsu".
Le 6 février 1911, Katherine Marshall et la princesse Sophia Duleep Singh se rendent au 10 Downing street. Elles sont vêtues avec classe et peuvent ainsi passer les barrages de police. Elles déploient une banderole marquant « Vote for women ». Malheureusement, l'action n'aura droit qu'à un entrefilet dans la presse, ce qui est cher payé pour un procès et une incarcération.
Après la livraison du journal et la banderole, Kitty Marshall tente une troisième fois d'intervenir devant le 10 Downing street avec Marion Wallace Dunlop en peignant au pochoir « Vote for women » sur le pas de la porte. Enfin, au cours d'une manifestation, elle est interpelée pour avoir crié « Charge » devant cette même porte. Elle écope de 10 jours de prison pour ce cri.
Lors du recensement de 1911, Katherine Marshall et une dizaine de femmes participent au boycott des suffragettes. Elles campent dans la campagne dans 3 caravanes avec le slogan « pas de vote, pas de recensement ».

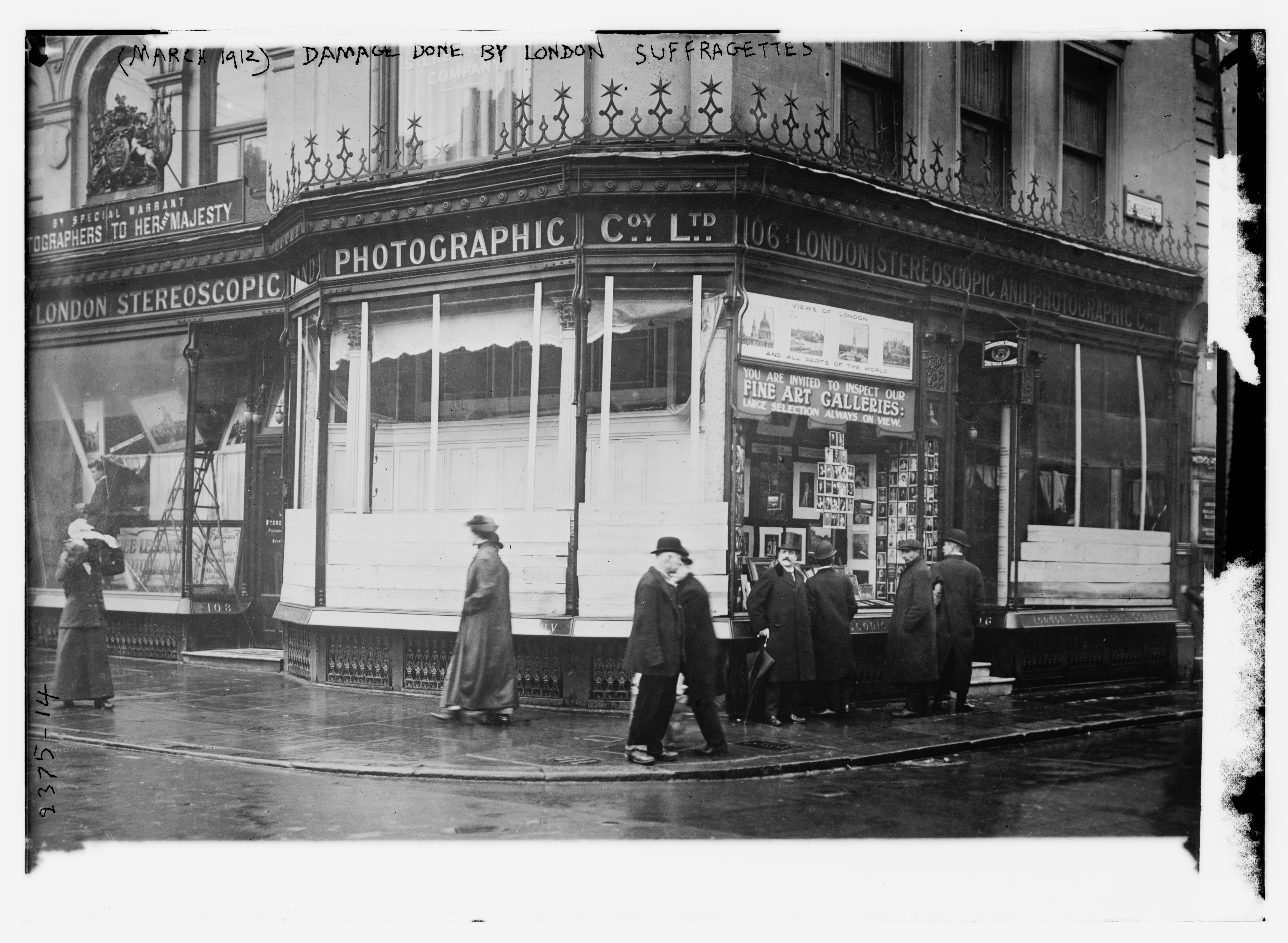
Dégats des jets de pierre en mars 1912.

À l'initiative d'Emmeline Pankhurst, le mouvement se durcit. Le 1er mars 1912, elle organise une campagne de bris de vitres. Les trois femmes Emmeline Pankhurst, Kitty Marshall et Mabel Tuke sont accusées d'avoir lancé des pierres dans les fenêtres du 10 Downing Street. De leur côté, elles prétendent avoir lancé une pomme de terre sur la porte. Au cours de la journée, 150 suffragettes jettent des pierres dans les vitrines de Haymarket, Piccadilly, Regent Street, The Strand, Oxford Street et Bond Street. Elles causent £5.000 de dégâts. 125 femmes sont incarcérées,. Katherine Marshall et Emmeline Pankhurst sont condamnées à 2 mois de prison, c'est la troisième incarcération de Marshall. Mabel Tuke, quant à elle, est condamnée à 3 semaines.
Marshall décrit qu'au cours du procès, un grand chaos régnait, la police n'arrivant pas à séparer les condamnées des gardées à vue. Les femmes chantaient la Marseillaise. Katherine Marshall et d'autres femmes brisent les fenêtres des cellules à travers les barreaux afin d'apporter de l'air frais, le chants et les cris devaient s'entendre à des kilomètres à la ronde d'après elle. Elle entame une grève de la faim. De plus, elle est conduite à l'isolement pendant 5 jours comme punition supplémentaire pour avoir brisé les 40 vitres. Transie de froid, dénutrie, dépressive, elle est conduite à l'infirmerie et libérée pour des raisons médicales le 12 avril. À sa sortie, elle est récompensée par une Hunger Strike Medal.
De son côté, Arthur Marshall défend les suffragettes. Il prend également la défense de William Ball après la publication de son pamphlet Torture in an English Prison bien que ces prises de position affectent sa clientèle.
En 1913, M et Mme Marshall hébergent Grace Roe, la nouvelle chef du mouvement. Ils lui permettent notamment de se soigner, alors qu'elle vient de s'échapper de prison. Ils lui permettent également de se rendre à Paris rencontrer Christabel Pankhurst, et de rentrer à Londres sans être inquiétée grâce à des déguisements convaincants.

## Après la guerre
Katherine Marshall s'installe dans l'Essex, non loin de son amie Rachel Barrett.
À la fin des années 1940, Katherine Marshall rédige ses mémoires, mais elles n'ont jamais été acceptées par des maisons d'édition.